# Z14 Friedrich Ihn
O Z14 Friedrich Ihn  foi um contratorpedeiro operado pela Kriegsmarine e a décima embarcação do Tipo 1934A. Sua construção começou em maio de 1935 nos estaleiros da Blohm & Voss em Hamburgo e foi lançado ao mar em novembro do mesmo ano, sendo comissionado na frota alemã em abril de 1938. Era armado com uma bateria principal composta por cinco canhões de 127 milímetros mais oito tubos de torpedo de 533 milímetros, tinha um deslocamento carregado de mais de três mil toneladas e conseguia alcançar uma velocidade máxima de 36 nós (67 quilômetros por hora).
O Z14 Friedrich Ihn passou o início de sua carreira realizando exercícios de rotina e também funções cerimoniais. Com o início da Segunda Guerra Mundial em setembro de 1939, ele participou do bloqueio do litoral polonês no e em seguida patrulhou o Kattegat, além de envolver-se em operações de estabelecimento de campos minados. O navio operou principalmente a partir da França em 1940 e 1941, com ocasionais retornos para a Alemanha a fim de passar por reformas. No início de 1942 participou da Operação Cerberus, operando principalmente a partir da Noruega depois disso.
O contratorpedeiro pouco fez de 1943 até o final da guerra em 1945, principalmente pela escassez de combustível. Mesmo assim, o Z14 Friedrich Ihn participou de algumas operações para interceptar comboios Aliados em 1943, passou por reformas na Alemanha em 1944 e depois fez várias viagens para evacuar refugiados da Prússia Oriental nos últimos dias do conflito. O navio ficou sob controle britânico até entregue para a União Soviética no final do ano. Foi renomeado para Prytky e serviu na Frota Naval Militar Soviética até ser descomissionado em março de 1952 e desmontado.